# 馬里亞諾梅爾加區
馬里亞諾梅爾加區（西班牙語：Distrito de Mariano Melgar），是秘魯的一個區，位於該國南部阿雷基帕大區的阿雷基帕省，始建於2007年8月27日，面積29.83平方公里，海拔高度2,385米，2005年人口53,303，人口密度每平方公里1,800人。